# Pas d'Agustí
El Pas d'Agustí és una collada a 518,4 metres d'altitud del terme municipal de Castell de Mur, dins de l'antic terme de Guàrdia de Tremp, al Pallars Jussà, en l'àmbit del poble de Cellers. És damunt la riba esquerra del barranc del Bosc en el tram més engorjat d'aquest barranc, al sud-oest del Pas de Roca, al sud del Pas de l'Ós i al sud-oest del Corral d'Agustí. És també a ponent del Clot de les Arboceres.